# Таверноле-суль-Мелла
Таверноле-суль-Мелла (итал. Tavernole sul Mella) — коммуна в Италии, располагается в провинции Брешиа области Ломбардия.
Население составляет 1330 человек (2008 г.), плотность населения составляет 70 чел./км². Занимает площадь 19 км². Почтовый индекс — 25060. Телефонный код — 030.
Покровителями коммуны почитаются святые апостолы Иаков Младший и Филипп, празднование 3 мая.

## Демография
Динамика населения:

## Администрация коммуны
- Официальный сайт: http://www.comune.tavernolesulmella.bs.it/